# Reserva índia Ute Mountain
La reserva Ute Mountain és la reserva índia de la Tribu Ute Mountain, una de les tres tribus reconegudes federalment en què es divideix la nació ameríndia ute; la majoria són descendents de la històrica banda Weeminuche que foren traslladats a la reserva Southern Ute en 1897. La seu de la reserva és a Towaoc (Colorado) a la reserva Ute Mountain Ute al sud-oest de Colorado, nord-oest de Nou Mèxic i petites fraccions de Utah.

## La reserva

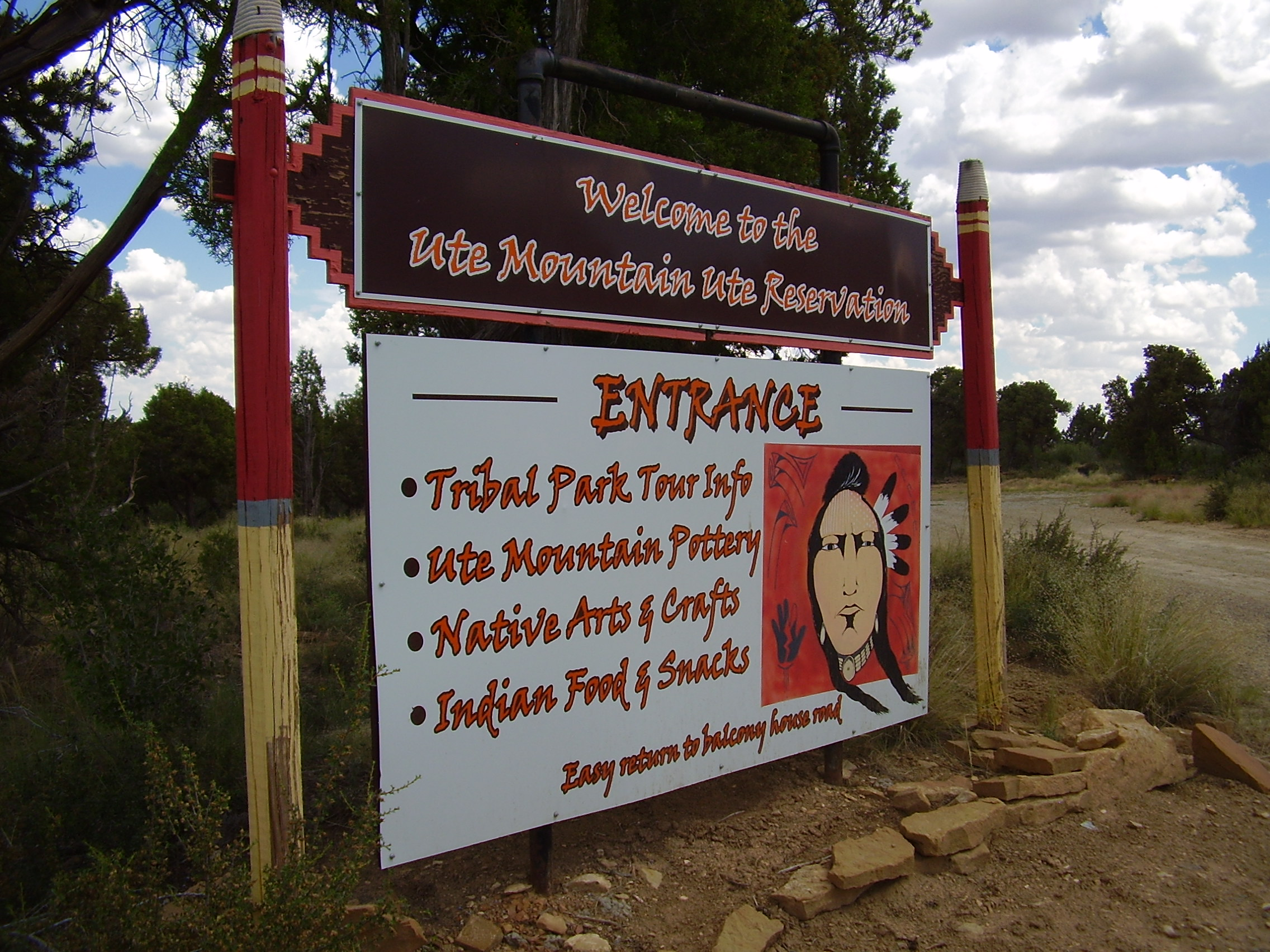
Reserva índia Ute Mountain

La reserva índia Ute Mountain (37° 06′ 14″ N, 108° 39′ 46″ O / 37.10389°N,108.66278°O) es troba al sud-oest de Colorado i nord-oest de Nou Mèxic consistent en 553.008 acres de la tribu Ute Mountain però que estan amb fideïcomís amb el govern dels Estats Units. La reserva es troba als comtats de Montezuma i La Plata a Colorado i al comtat de San Juan (Nou Mèxic). També hi ha 8.499 hectàrees de terres de propietat individual a Allen Canyon i White Mesa i 40 hectàrees de propietat de l'escola, al comtat de San Juan, Utah. La majoria d'habitants de la reserva de viure a la ciutat de Towaoc que també és el lloc de l'Agència índia Ute Mountain.
L'elevació de la reserva varia d'uns 4.600 peus al llarg del riu San Juan prop de Four Corners a prop de 9.977 peus al pic d'Ute Mountain. Les terres de la reserva consisteixen la muntanya Ute Mountain, el riu Mancos i llurs canyons, un altiplà i unes pastures semidesèrtiques. Les autopistes 160 i 491 i les carreteres estatals 41 i 789 creuen la reserva. A més hi ha dues pistes de terra, uns que segueix el Canyó del riu Mancos i un altre de Towaoc al jaciment de Cache i Aneth (Utah), i els camins fora de la carretera.
La població era de 1.687 habitants segons el cens del 2000.

## Història
Els Ute Mountain són descendents de la banda Weeminuche que fou traslladada a la reserva Southern Ute en 1897. Fa dos mil anys els utes vivien a les muntanyes i el desert en la major part de l'altiplà de Colorado: la major part de l'actual Utah oriental, Colorado occidental, nord d'Arizona i nord-oest de Nou Mèxic. L'ús de les terres a Four Corners, on encara hi viuen els Mountain Ute. La majoria dels antropòlegs estan d'acord que es van establir a l'àrea de Four Corners cap al 1500. Els ute eren caçadors i recol·lectors que es traslladaven a peu a les zones de caça i recol·lecció de terra de caràcter temporal. Els homes caçaven cérvols, antílops, búfals, conills i altres petits mamífers i aus. Les dones recollien herbes, nous, baies, arrels i verdures en cistelles teixides, però també processen i emmagatzemen carn i materials de plantes per a usar a l'hivern. A la part occidental del seu territori vivien en wickiups i ramadas; els tipis es eren usats a l'est dels confins del seu territori.

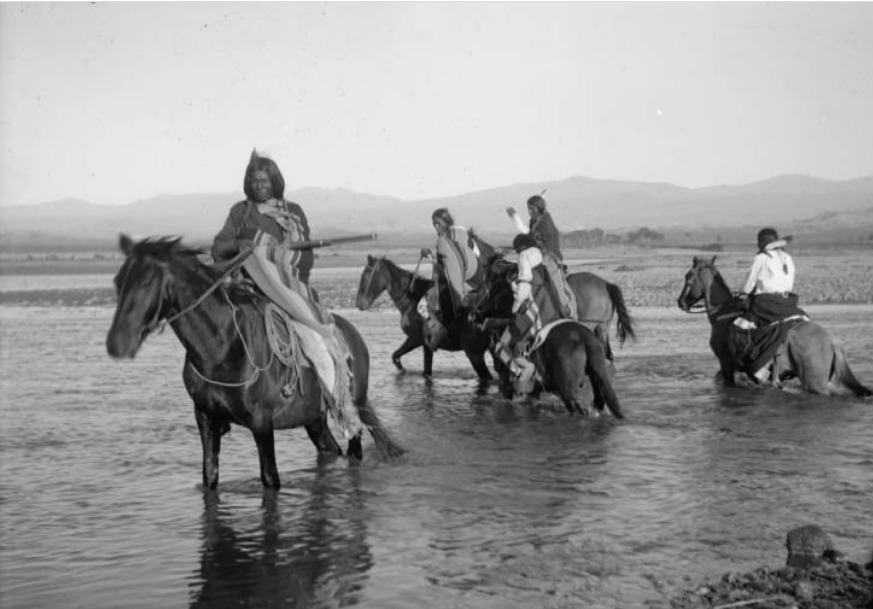
Amerindis ute, 1878, Arizona Historical Society
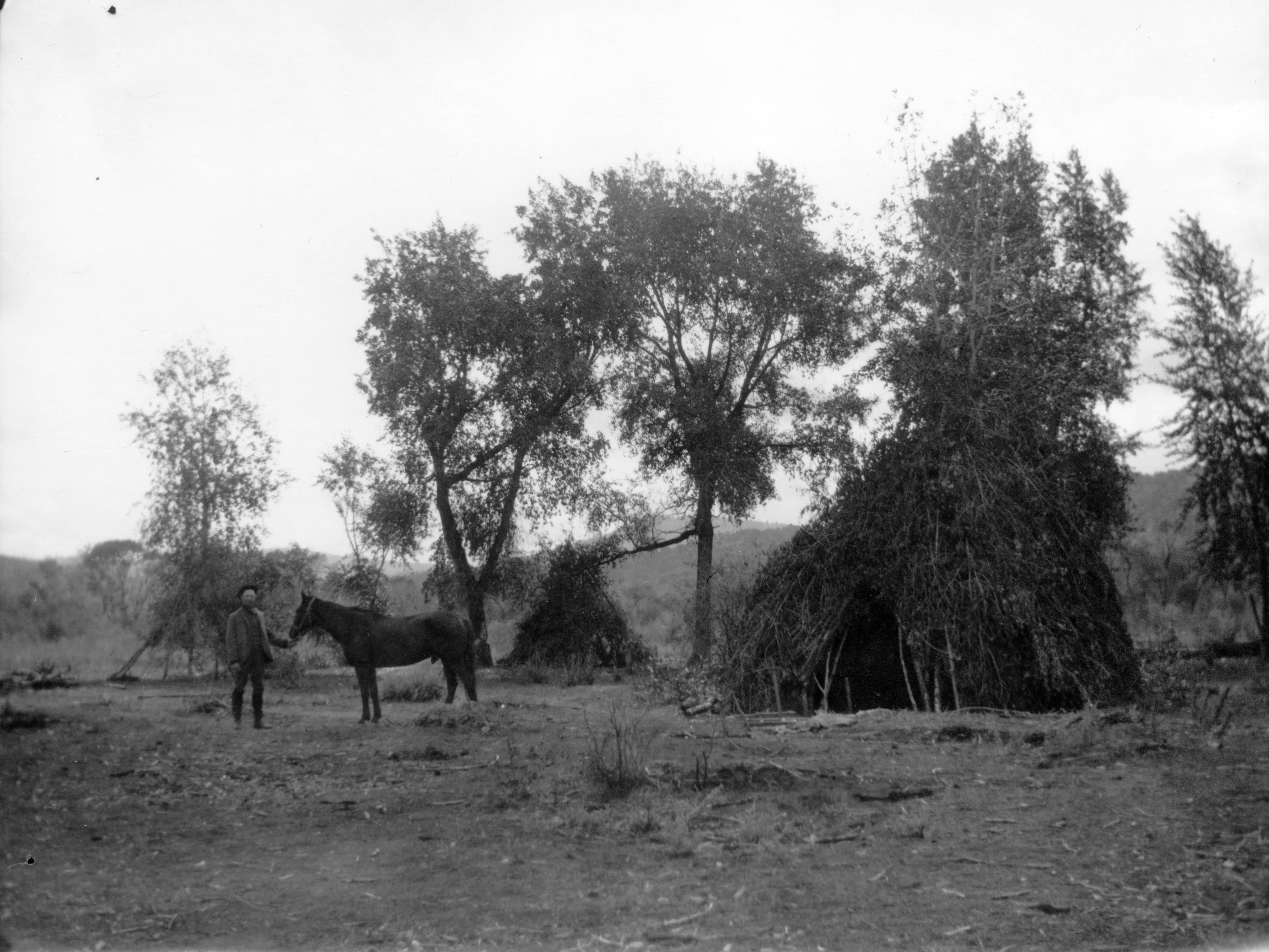
Wickiup ute de les regions occidentals
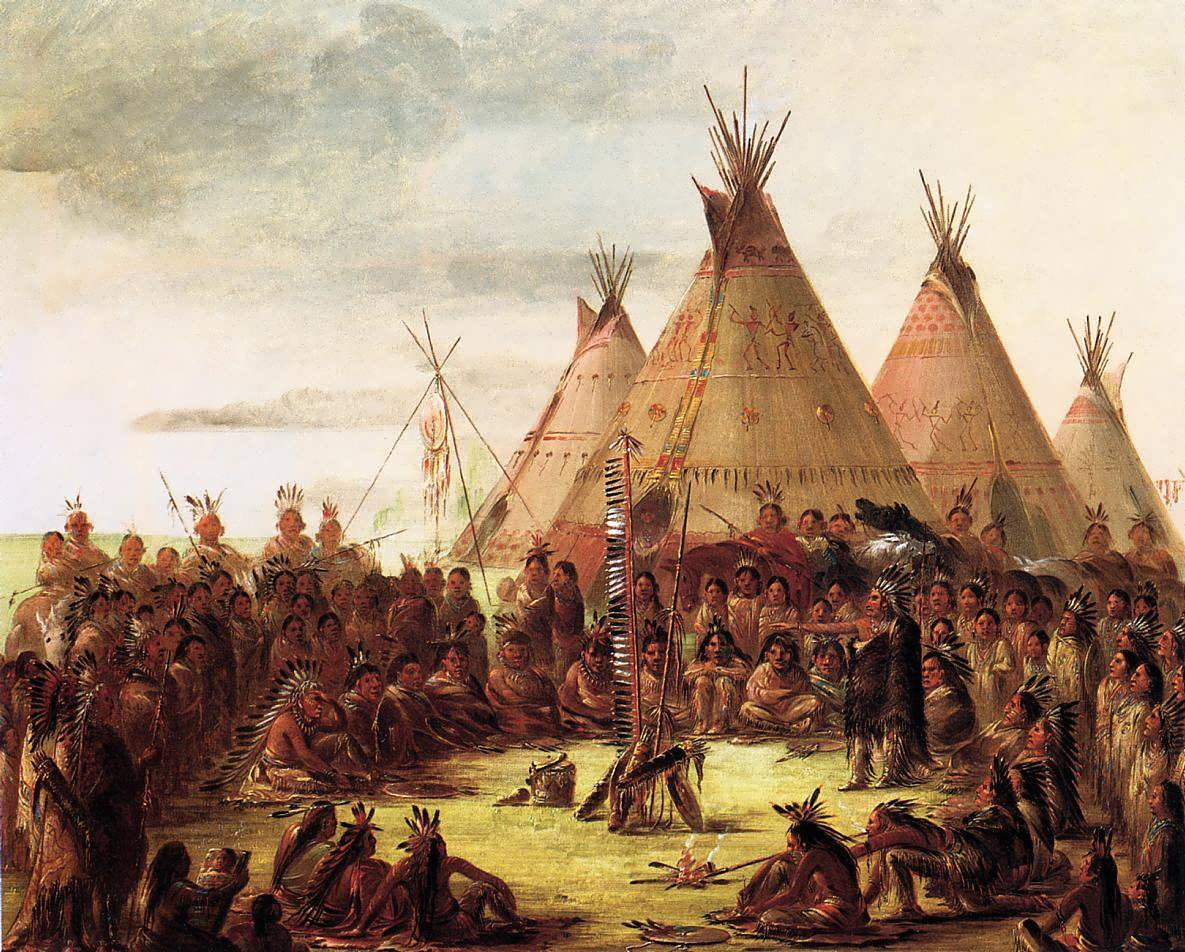
Tipis pintats per George Catlin

### Espanya colonial a Amèrica

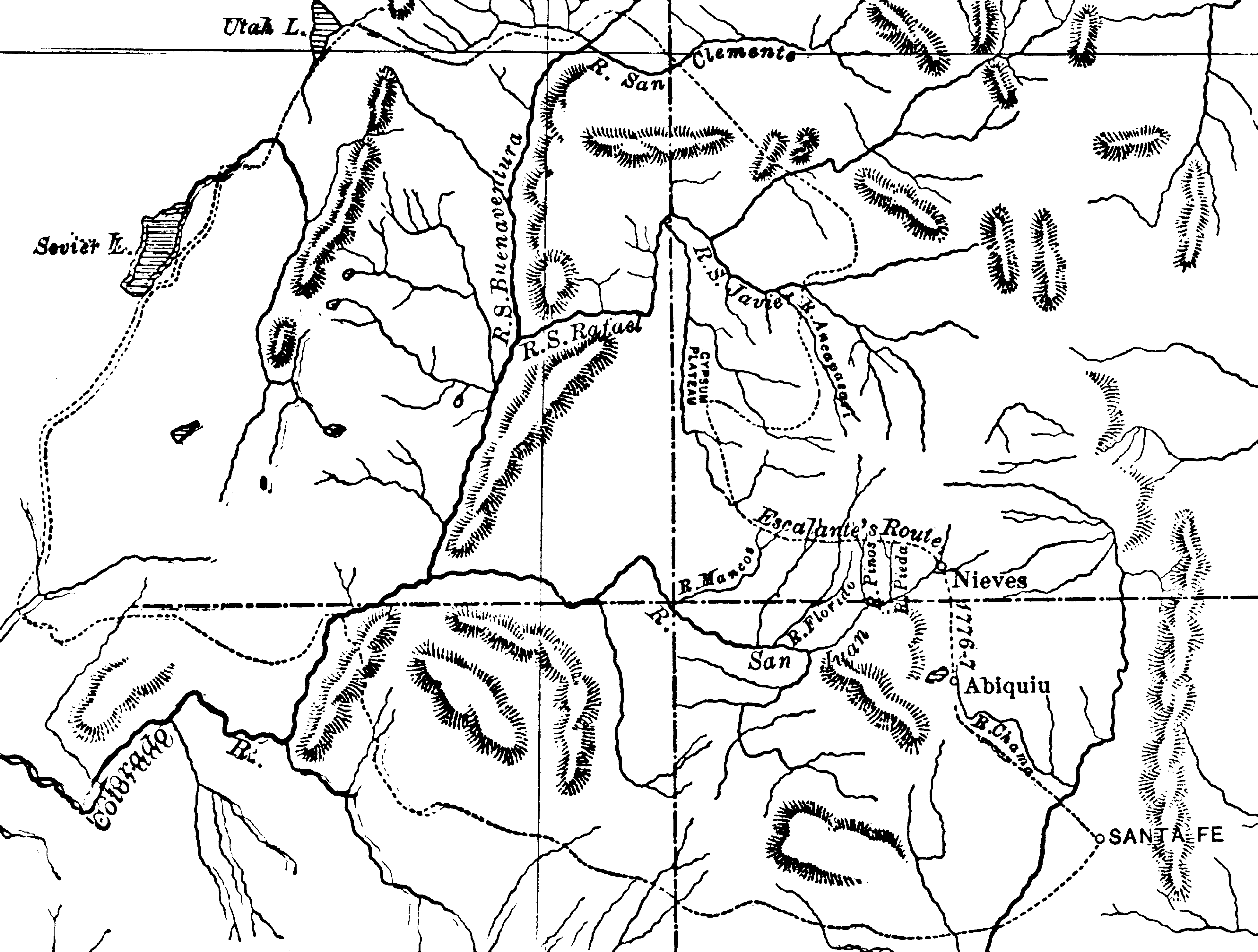
Ruta de Domínguez i Escalante, 1776

La Regió Mesa Verde que actualment conté la reserva de la tribu Ute Mountain i el Parc Nacional de Mesa Verde va ser la frontera més septentrional del territori colonial d'Espanya. L'exploració inicial del sud-oest dels Estats Units pels espanyols es va produir en 1540, però no s'assentaren en l'actual Nou Mèxic fins a 1598. Van establir la seva primera capital a prop del poble d'Ohkay Owingeh, que li canviaren el nom per San Juan de los Caballeros.
En 1626 un escrivent espanyol de Nou Mèxic va deixar una referència escrita sobre els utes. Cap al 1640 els utes començaren a comerciar amb els espanyols a canvi de cavalls. Els comerciants espanyols van seguir senderes a les viles ute i els utes viatjaren a les ciutats de Nou Mèxic. Els utes intercanviaven carn seca, pells i esclaus a canvi de cavalls, ganivets i mantes. Els funcionaris espanyols van negociar el primer tractat de pau amb els utes en 1670. Juan de Rivera va fer tres expedicions a la recerca d'or entre 1761 i 1765 des de Taos a través del sud-oest de Colorado fins al riu Gunnison. No va tornar amb or, però va establir relacions comercials amb els utes i altres nadius americans al llarg del riu Gunnison.
El 29 de juliol de 1776 dos predicadors franciscans, Francisco Atanasio Domínguez i Silvestre Vélez de Escalante amb vuit homes més sortiren de Santa Fe per dur a terme una expedició a través del territori ute per trobar una ruta a les missions espanyoles a Califòrnia. Van viatjar a través de l'oest de Colorado i Utah documentant l'" exuberant terreny muntanyós ple de cacera i fusta, estranyes ruïnes de ciutats i pobles de pedra, i rius que mostren signes de metalls preciosos." Assetjats per la fam i les malalties, els homes van tornar a Vall del Llac Salat i va tornar a Santa Fe. Els mapes i la informació proporcionada per l'expedició van proporcionar informació útil per a futurs viatges i la ruta de Santa Fe a la Vall del Llac Salat va ser coneguda com el Vell Camí Espanyol.
El Tractat d'Adams-Onís de 1819 va establir una línia fronterera oficial entre les possessions espanyoles i els Estats Units al sud-oest. El territori espanyol incloïa les planes del sud, una gran part de les Muntanyes Rocoses de l'oest, i tota la regió de l'altiplà occidental de Colorado. Fins i tot amb la frontera, els espanyols va fer poc per mantenir les seves fronteres del nord. Quan Mèxic es va independitzar d'Espanya les terres espanyoles es van convertir en terres mexicanes.

### Expansió estatunidenca a l'oest

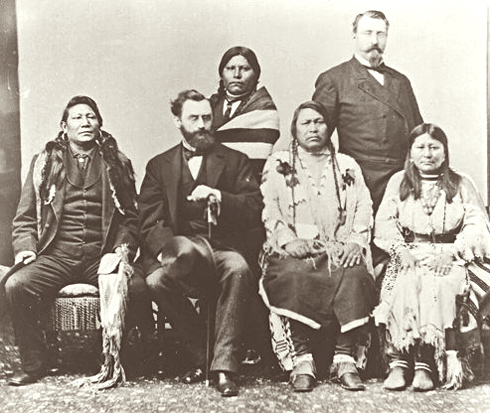
D'esquerra a dreta: cap Ignacio dels utes meridionals, Carl Shurz, secretari de l'interior, cap Ouray i la seva esposa Chipeta. Woretsiz i el General Charles Adams són dempeus. Presa a Washington, D.C. en 1880 quan la delegació ute negocià un tractat amb el govern federal dels EUA. Fotografia de Mathew Brady.

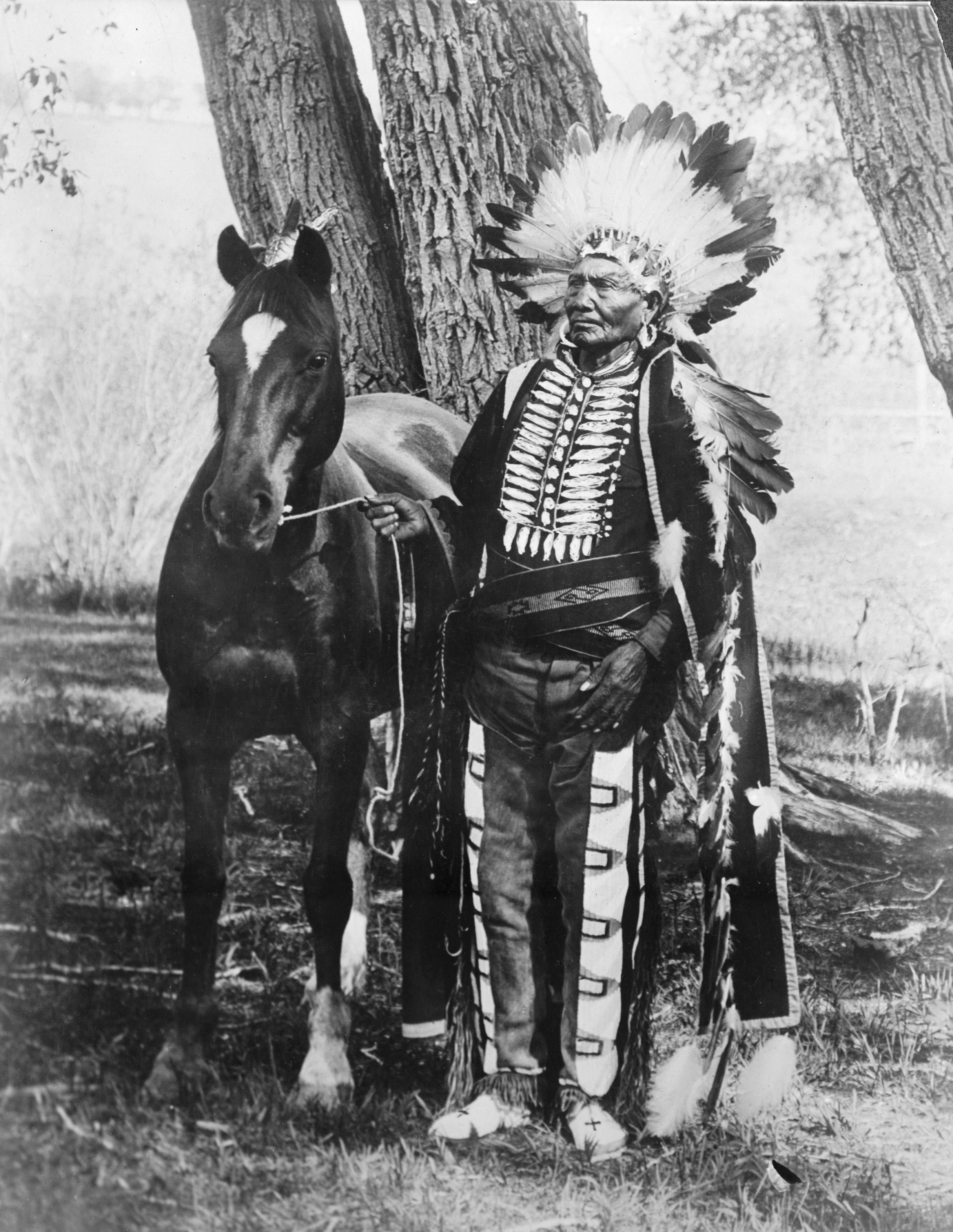
Cap Ignacio, 1904

Els paranyers americans marxaren cap a la frontera occidental en 1811 i hi trobaren utes. El 1821 es va obrir el camí de Santa Fe per William Bucknell; el pas de mercaderies a través del territori ute esdevingué comú. William Bent i Ceran St. Vrain completaren Bent's Fort en 1834 al riu Arkansas, un establiment comercial al llarg del camí de Santa Fe.
En 1848 el Tractat de Guadalupe Hidalgo acabà la intervenció nord-americana a Mèxic i Nou Mèxic i el sud de Colorado foren cedits als Estats Units. L'any següent es va fer el primer tractat entre els Estats Units i els utes a Abiquiú (Nou Mèxic); els utes reconeixien l'autoritat dels Estats Units i a canvi els Estats Units es comprometien a pagar als utes 5.000 $ per any i mantenir la pau. Els nord-americans reclutaren utes meridionals per ajudar-los en el conflicte amb els navajos, que els ute va veure com una necessitat econòmica. Irònicament el 1868 tant navajos i utes van ser traslladats a reserves.
A mesura que més nord-americans es van traslladar a la frontera occidental van sorgir conflictes amb l'establiment de forts, la reducció de la terra i l'accés als antics terrenys de caça i recol·lecció, i la reducció significativa de la població ute per les malalties i la malnutrició. En 1868 els utes foren confinats per un tractat al terç occidental del Territori de Colorado. En 1873 es va produir la febre de l'or i la plata a les Muntanyes San Juan, els utes van cedir la zona minera de San Juan als Estats Units, la quarta part de les seves terres restants. En la dècada de 1870 els utes van ser empesos a la part occidental de l'estat de Colorado i mantingueren només una petita part de les seves terres a Utah. Entre 1859 i 1879 la població ute van caure de 8.000 a 2.000 a causa de la malaltia i la disminució de la caça.
En 1880, un any després de la massacre de Meeker, una delegació dels ute, incloent el cap Ouray, va anar a Washington DC per negociar un tractat. En 1888 els Estats Units van prendre més terres ute pagant 50.000 $ a repartir amb els utes meridionals. El 1895 la Llei Hunter deroga el tractat de 1888 i estableix una reserva permanent com s'indica pel tractat de 1880. L'any següent s'assignaren terres als utes meridionals. La tribu es va traslladar a l'extrem occidental de la reserva índia Southern Ute en 1897 (van ser guiats pel cap Ignacio, qui donà nom a la capital oriental). El 1906 es va fer un acord per comerciar amb els utes fora del Parc Nacional de Mesa Verde per la terra a la frontera de Utah. En 1905 el govern dels Estats Units va parcel·lar noves reserves amb parcel·les de 80 a 160 acres per a l'agricultura i l'accés a les àrees comunals de pastura; això redueix les tinences de la terra ute en més d'un 85%, limita l'accés a l'aigua i la viabilitat de la ramaderia reeixida. La resta de la terra es va obrir als colons europeus americans. En 1918 es va establir la Reserva índia Ute Consolidada.
El 1934 es va establir una reserva al sud-oest de Colorado pel utes del sud, una franja de terreny àrida i deserta del 15 per 100B o 110 milles. En 1937 la Restoration Act retornà 222.000 acres als utes del sud. En 1938 els retornaren 30.000 acres més. La Cort de Reclamacions dels EUA va atorgar a les Bandes Confederades de Colorado i Utah gairebé 32 milions $ en 1950.